# Senza scrupoli
Senza scrupoli è un film erotico italiano del 1986 diretto dal regista Tonino Valerii.

## Trama
Silvia è un'ex stilista di famiglia alto-borghese, giovane moglie del ricco gioielliere torinese Massimo Combi, è  molto avvenente, anche se annoiata dal matrimonio poiché il marito è gelido ed egoista. Una sera, mentre è sola nella sua elegante villa in collina, essendo il marito assente, apre la porta a Diego, un ladro che bazzica nei bassifondi di Porta Palazzo, che dapprima tenta di derubarla e alla fine decide di stuprarla, portandosi anche via un prezioso disegno del pittore Andrea del Sarto.
La donna non trova nel marito alcuna comprensione per la violenza subìta, essendo il coniuge più interessato ai danni del furto che a quanto sofferto dalla moglie. La polizia e il marito, per evitare uno scandalo familiare, cercano allora di convincerla a non sporgere denuncia, la donna allora decide di cercare da sola il suo violentatore, per vendicarsi e ucciderlo. Ma quando lo trova, grazie alle foto segnaletiche della polizia, si rende conto che questi, a suo modo, è stato l'unico a occuparsi di lei veramente e ad avere vicino. Viene così attratta dalle umiliazioni patite e dalla violenza subita diventandone l'amante: per lui è disposta a tutto, in un crescendo di violenza e degradazione sia sociale che sessuale: accetta di fare da basista nel furto di un quadro di Canaletto nella villa al lago di una ricca amica, prova piacere nel rubare le mance in un bar del centro di Avigliana e, infine, viene spinta a partecipare a un concorso di strip-tease di casalinghe per lui e per un gruppo d'anziani guardoni.
Silvia prende parte come palo a una rapina in una banca di Avigliana, durante la quale Diego arriva persino a uccidere una guardia giurata. Il giorno dopo Diego si presenta alla villa di Silvia, dove viene a sapere da lei che il marito ha appena acquistato a Valenza Po una partita di diamanti che adesso tiene in casa. Combi, rincasato in anticipo, viene minacciato con una pistola ma, a questo punto, giunge la Polizia, ormai alle calcagna di Diego, di cui è riuscita a intercettare una telefonata a Silvia. Nella sparatoria che segue, Diego viene ucciso, ma Silvia rifiuta di tornare al rapporto col marito, preferendo invece vivere una vita senza scrupoli fatta di nuove sensazioni.

## Produzione
Il regista abruzzese Tonino Valerii ha definito "Senza scrupoli", unico della sua filmografia appartenente al genere erotico, "una storia con del sesso intorno. Ma sempre giustificato, importante, sostenuto da motivazioni psicologiche e sociali".

### Cast
- Marzio Honorato è Diego, il rapinatore-stupratore. L'attore affermò in un'intervista di amare molto il film e di considerarlo "una bellissima storia maledetta"[1]. Riguardo alle critiche di immoralità della storia raccontata ribatté dicendo di considerare il sesso come un mezzo espressivo ed inoltre "è la trasgressione che giustifica l'erotismo, nella trasgressione c'è verità, c'è genuinità"[1].
- Sandra Wey è Silvia, la moglie borghese annoiata e fragile che viene prima stuprata e poi sedotta da Diego. L'attrice olandese, con un passato da modella, disse in un'intervista di condividere la scelta di vita fatta da Silvia Combi e che il personaggio da lei interpretato rispecchiava la sua personalità[1]. Dichiarò di non avere nessun tipo di problema a girare scene erotiche, purché non fossero pornografiche ma funzionali a esprimere una storia[1].

### Luoghi delle riprese
Il film è stato girato nell'estate 1985 a Torino e dintorni: centro storico, ville della collina, Balon (il mercatino delle pulci), la Galleria Subalpina, Porta Nuova, i Murazzi, i laghi di Avigliana. La scena della libera uscita dei carabinieri è stata girata nella caserma di via Cernaia.

### Colonna sonora
La colonna sonora è stata scritta ed eseguita da James Senese e Joe Amoruso.

## Distribuzione
La prima del film si tenne al Cinema Cristallo di Torino il 9 gennaio 1986. Il Cristallo ha chiuso i battenti nel 1999. Senza scrupoli venne distribuito, oltre che in Italia, anche nell'allora Germania Ovest e in Grecia. Il film incassò 1.185.000.000 di lire.

### Date di uscita
Di seguito sono elencate le date di uscita del film ed il titolo (talvolta modificato) in alcuni stati del mondo.
- Italia: Senza scrupoli, 9 gennaio 1986
- Germania Ovest: Skrupellos, 26 febbraio 1987
- Grecia: Adistakti ston erota

### Divieti
Alcuni gruppi di cittadini legati al movimento ecclesiale cattolico Comunione e Liberazione denunciarono il film sollecitandone il sequestro da parte della magistratura. I giudici di Genova e Treviso, tuttavia, decisero per il non luogo a procedere.
- Italia - Vietato ai minori di 18 anni[8]
- Germania - Vietato ai minori di 18 anni